# Ruth Pfau
Ruth Katherina Martha Pfau (n. 9 septembrie 1929, Leipzig, Republica de la Weimar – d. 10 august 2017, Karachi, Pakistan) a fost o călugăriță catolică germană, de profesie medic internist. În anul 1961 s-a mutat din Germania în Pakistan și s-a dedicat  luptei împotriva leprei. A fost onorată cu diferite distincții și premii, inclusiv Crucea Federală de Merit, Hilal-i-Pakistan, Hilal-i-Imtiaz, Nishan-i-Quaid-i-Azam și Sitara-i-Quaid-i-Azam. 
Cunoscută sub numele de „Maica Tereza a Pakistanului”, Dr. Ruth Pfau a contribuit la înființarea a 157 de clinici de leproși în Pakistan, care au tratat peste 56.780 de persoane. 

## Viața în Pakistan
Datorită eforturilor sale continue, în 1996 Organizația Mondială a Sănătății a declarat Pakistanul una din primele țări din Asia în care lepra era sub control. Potrivit Dawn, numărul cazurilor de lepră la nivel național a scăzut semnificativ de la 19.398 la începutul anilor 1980 la 531 în 2016. 

## Deces
În dimineața zilei de 10 august 2017, în jurul orei 4:00 PST, Pfau a decedat la Spitalul Universitar Aga Khan din Karachi după ce fusese internată acolo din cauza unor probleme respiratorii pe 4 august 2017. A fost conectată la ventilator după ce starea ei s-a agravat pe 6 august  . Ea a refuzat susținerea artificială a vieții, iar medicii ei s-au conformat a doua zi, pentru a-i îndeplini dorința de a „trăi o viață naturală”. Pfau avea mai multe probleme de sănătate din cauza vârstei înaintate, inclusiv boli cardiovasculare și de rinichi, pentru care era sub tratament de câțiva ani. 

### Funeralii de stat
Pe 19 septembrie 2017, trupul neînsuflețit al lui Pfau a fost adus la Spitalul Sfânta Familie din Karachi înainte de înmormântare. Funeraliile de stat pentru Pfau au avut loc la Catedrala Sfântul Patrick, în fața căreia erau arborate în bernă drapelele Pakistanului și Vaticanului, iar arhiepiscopul Joseph Coutts a prezidat recviemul. Drapelul pakistanez a fost așezat peste sicriul lui Pfau, iar contingentele celor trei aripi ale Forțelor Armate Pakistane au executat 19 salve. Ceremonia a fost transmisă în direct la televiziunea pakistaneză. S-a spus că Pfau este primul creștin și primul non-musulman care a avut parte de funeralii de stat în Pakistan. După ceremonie a fost înmormântată la Gora Qabaristan, un cimitir creștin din Karachi. 

## Moștenire
Pfau este foarte respectată de musulmanii din Pakistan, care reprezentau majoritatea pacienților la Marie Adelaide Leprosy Center. Saleem Maseh Amir spune că Pfau nu a vorbit niciodată despre religie și totuși „credința, slujirea și iubirea” ei erau dovada spiritului care a inspirat dialogul inter-religios. 
În 2018 reședința privată din Karachi a călugăriței a fost transformată în muzeu pentru a prezenta unele bunuri personale.

## Cărți
- To Light a Candle: Reminiscences and Reflections of Dr Ruth Pfau. Islamabad: National Book Foundation. 1987. OCLC 19537050.
- Wer keine Tränen hat: was mein Leben trägt. Verlag Herder. 2000. ISBN 978-3-451-04924-8.  Wer keine Tränen hat: was mein Leben trägt. Verlag Herder. 2000. ISBN 978-3-451-04924-8.  Wer keine Tränen hat: was mein Leben trägt. Verlag Herder. 2000. ISBN 978-3-451-04924-8.
- Verrückter kann man gar nicht leben: Ärztin, Nonne, Powerfrau. Verlag Herder. 2004. ISBN 978-3-451-04913-2.  Verrückter kann man gar nicht leben: Ärztin, Nonne, Powerfrau. Verlag Herder. 2004. ISBN 978-3-451-04913-2.  Verrückter kann man gar nicht leben: Ärztin, Nonne, Powerfrau. Verlag Herder. 2004. ISBN 978-3-451-04913-2.
- Das Herz hat seine Gründe: mein Weg. Verlag Herder. 2005. ISBN 978-3-451-05593-5.  Das Herz hat seine Gründe: mein Weg. Verlag Herder. 2005. ISBN 978-3-451-05593-5.  Das Herz hat seine Gründe: mein Weg. Verlag Herder. 2005. ISBN 978-3-451-05593-5.
- Liebe und tu, was du willst: Wege meines Lebens. Verlag Herder. 2006. ISBN 978-3-451-05617-8.  Liebe und tu, was du willst: Wege meines Lebens. Verlag Herder. 2006. ISBN 978-3-451-05617-8.  Liebe und tu, was du willst: Wege meines Lebens. Verlag Herder. 2006. ISBN 978-3-451-05617-8.
- Ma vie, une pure folie: médecin, religieuse, battante. Editions Saint-Augustin. 2007. ISBN 9782880113926.  Ma vie, une pure folie: médecin, religieuse, battante. Editions Saint-Augustin. 2007. ISBN 9782880113926.  Ma vie, une pure folie: médecin, religieuse, battante. Editions Saint-Augustin. 2007. ISBN 9782880113926.
- Und hätte die Liebe nicht: 50 Jahre in Pakistan. Verlag Herder. 2010. ISBN 978-3-451-30297-8.  Und hätte die Liebe nicht: 50 Jahre in Pakistan. Verlag Herder. 2010. ISBN 978-3-451-30297-8.  Und hätte die Liebe nicht: 50 Jahre in Pakistan. Verlag Herder. 2010. ISBN 978-3-451-30297-8.
- Leben heißt anfangen: Worte, die das Herz berühren. Verlag Herder. 2014. ISBN 978-3-451-06652-8.  Leben heißt anfangen: Worte, die das Herz berühren. Verlag Herder. 2014. ISBN 978-3-451-06652-8.  Leben heißt anfangen: Worte, die das Herz berühren. Verlag Herder. 2014. ISBN 978-3-451-06652-8.
- The Last Word Is Love: Adventure, Medicine, War and God. Crossroad Publishing Company. 2017. ISBN 978-0-8245-2369-5.  The Last Word Is Love: Adventure, Medicine, War and God. Crossroad Publishing Company. 2017. ISBN 978-0-8245-2369-5.  The Last Word Is Love: Adventure, Medicine, War and God. Crossroad Publishing Company. 2017. ISBN 978-0-8245-2369-5.